# Sais camariensis
Sais camariensis är en fjärilsart som beskrevs av Richard Haensch 1905. Sais camariensis ingår i släktet Sais och familjen praktfjärilar. Inga underarter finns listade.